# Porta do Chafariz de El-Rei

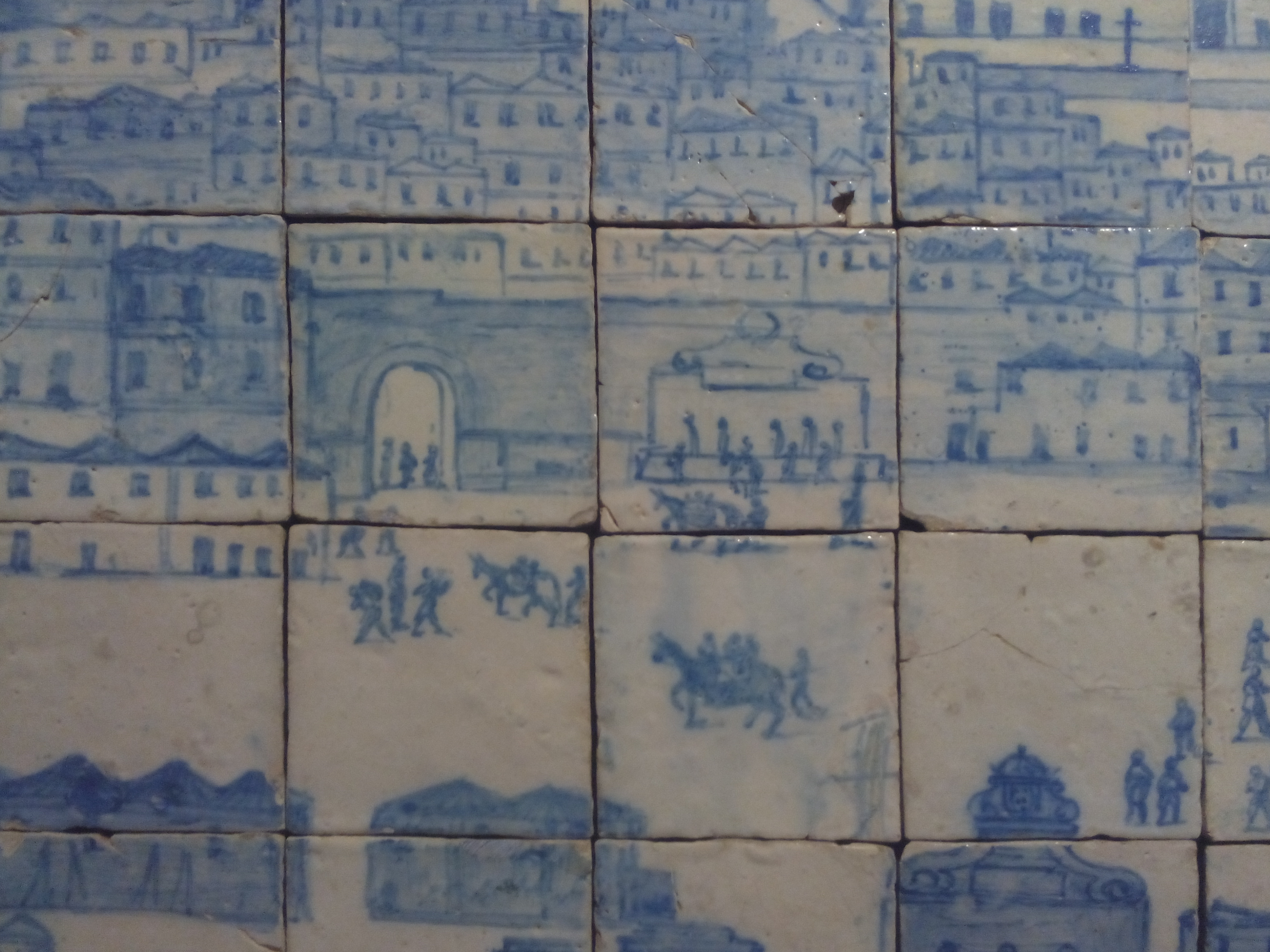
Representação da Porta do Chafariz d'El-Rei, num painel de azulejos do início do século XVIII (Museu Nacional do Azulejo)

A Porta do Chafariz de El-Rei foi uma antiga porta da cidade de Lisboa, inserida na cerca moura da cidade.
Conserva-se unida à parede do Chafariz de El-Rei, com o nome de Beco das Moscas, actual Travessa de São João da Praça.